# عثمان بن نهيك
عثمان بن نهيك قائد وأمير وأحد أركان السياسية في العصر العباسي أثناء مرحلة التأسيس، كان مع أبي مسلم الخراساني في حروبه ضد الدولة الأموية، ثم ولاه الخليفة أبو جعفر المنصور على شرطته، وكان ممن قتلوا أبا مسلم الخراساني لما غضب عليه الخليفة المنصور مع عددٍ من الرجال الأخرين. وأستمر على شرطة المنصور حتى قُتَل عام 141 هـ في ثورة الراوندية.

## ثورة الراوندية ومقتله
كان عثمان بن نهيك على شرطة الخليفة أبي جعفر المنصور، وقد ثار الراوندية عليه عام 141 هـ وقتلوا عثمان بن نهيك رماه رجل من الراوندية بسهمٍ فمرض ومات بعدها بقليل، وكاد الراوندية يقتلون الخليفة أبو جعفر، لولا وصول القائد خازم بن خزيمة التميمي مع كتيبة من الجنود وقتله للرواندية.